# شرایط و مقررات سرویس‌دهی
شرایط و مقررات استفاده از خدمات و سرویس‌ها (به انگلیسی: Terms Of Service که با عنوان شرایط استفاده (Terms of Use) و همچنین شرایط و مقررات (Term and Conditions) به صورت اختصار ToU و ToS هم بیان می‌شود) قوانینی است که برای استفاده از یک سرویس باید اجرا شوند. شرایط خدمات به ویژه در مورد استفاده از وب سایت‌ها می‌تواند به گونه ای سلب مسئولیت باشد.

## کاربرد
توافق‌نامه شرایط سرویس دهی عمدتاً توسط شرکت‌هایی که نرم‌افزار یا سرویس‌هایی مانند مرورگر، تجارت الکترونیک، موتورهای جستجو، رسانه‌های اجتماعی و خدمات حمل و نقل ارائه می‌دهند، به‌طور قانونی مورد استفاده قرار می‌گیرد و می‌توانند با اهداف متفاوتی تدوین شوند.
هر شخص به عنوان مالک هر وب سایت، مالک لوگو و محتوای خود (به جز محتوای تولید شده توسط کاربران) و طراحی سایت و غیره است. در توافق‌نامه شرایط و مقررات شخص می‌تواند به کاربران اطلاع دهد که مالک این محتوا است (همان‌طور که در بالا ذکر شد) و محتوایی که متعلق به خودش است تحت قوانین حق تکثیر بین‌المللی محافظت می‌شود. این نوع بند در توافق‌نامه معمولاً با عنوان مالکیت معنوی مطرح می‌شود.
با مطرح کردن قوانینی می‌توان از سواستفاده‌های اینترنتی نیز جلوگیری کرد و به کاربران اجازه انجام هر عملی را در وب سایت یا اپلیکیشن موردنظر نداد و برای آن‌ها محدودیت ایجاد کرد.
اجرای موارد موجود در این توافق‌نامه قانوناً الزامی ست و همچنین ممکن است این موارد تغییر کنند. شرکت‌ها می‌توانند با عدم سرویس دهی این قوانین را به اجرا در بیاورند و به عبارتی آن‌ها را تحمیل کنند. همین‌طور مشتریان در صورتی که بتوانند با ارائه مدرک نشان دهند که حقوق آن‌ها نقض شده‌است، این قوانین را اجرا کنند. چرا که خطر پخش اطلاعات یک شرکت در هنگام انجام عملیات‌های مختلف از جمله ادغام، فروش، تخفیف و غیره، خطر بزرگی است.
در بخشی از این توافق‌نامه در مورد صلاحیت سایت توسط مقامات قضایی نیز بحث می‌شود.

## محتوا
یک قرارداد خدمات معمولاً شامل بخش‌هایی است که مربوط به یک یا چند موضوع زیر می‌باشد:
- تعبیر یا تعریف کلمات و عبارات کلیدی
- حقوق و مسئولیت‌های کاربر
- چگونگی استفاده مناسب از خدمات یا استفادهٔ مورد انتظار؛ تعریف سوء استفاده
- مسئولیت پذیری و پاسخگویی در مورد اقدامات آنلاین، شیوه رفتار و انجام اعمال
- خط مشی حفظ حریم شخصی در استفاده از اطلاعات خصوصی کاربر
- جزئیات عملیات پرداخت مانند هزینه عضویت یا هزینه اشتراک، و غیره
- تعیین خط مشی شرح روش برای انصراف کاربر و بستن حساب، در صورت موجود بودن
- بیانیه رفع مسئولیت یا به عبارتی توضیح مسئولیت قانونی سایت برای خسارات ناشی از کاربران
- اطلاع‌رسانی به کاربر پس از اصلاح و تغییر شرایط و قوانین توافق‌نامه

## آگاهی عمومی
در سال ۲۰۱۳ یک مستند به نام «شرایط و ضوابط می‌توانند به کار بیایند» (به انگلیسی Terms and Conditions May Apply) موضوعات مختلفی در مورد شرایط و مقررات سرویس دهی به نمایش درآورد و در عموم مطرح کرد. این مستند توسط ۵۴ منتقد حرفه‌ای مورد بررسی قرار گرفت و نهایتاً برنده جایزه بهترین مستند در جشنواره فیلم نیوپورت بیچ ۲۰۱۳ و فستیوال فیلم سونوما ۲۰۱۳ گردید.
سایت Clickwrapped.com پانزده شرکت را از نظر سیاست‌ها و قوانین و مقررات رتبه‌بندی کرده‌است و مواردی که در این رتبه‌بندی مؤثر بوده‌است شامل: استفاده از داده‌های کاربران، افشای اطلاعات کاربران، اصلاح شرایط و مقررات، بستن حساب کاربری، درخواست‌های قضایی، جریمه کاربران می‌شود.
"شرایط استفاده از خدمات خواندنی نیست" با شعار «"شرایط و مقررات سرویس را خوانده م و با آن موافقت کرده‌ام" بزرگ‌ترین دروغ در وب است" یک تلاش جمعی تحت وب سایت tosdr.org است که امتیاز و رتبه ۶۷ شرکت را از نظر شرایط و قوانین سرویس دهی و سیاست‌های حفظ حریم شخصی تعیین می‌کند و آن‌ها را کلاس بندی می‌کند گرچه خود سایت می‌گوید که این رتبه‌بندی به روز شده نیست. در مرورگرها ابزاری وجود دارد که رتبه‌بندی وب سایت‌های این چنینی را نشان می‌دهد. اعضای این گروه برای هر بند در توافق‌نامه‌های شرایط سرویس دهی امتیازی را در نظر می‌گیرند و امتیاز هر بند بسته به موضوع و محتوای آن با دیگری متفاوت است.
وبسایت TOSBack.org، که توسط بنیاد مرزهای الکترونیکی پشتیبانی می‌شود، تغییرات در شرایط و مقررات را به ترتیب در ۱۶۰ صفحه (در هر صفحه ۱۰ مورد که درکل ۱۶۰۰ مورد می‌شود) نشان می‌دهد که شامل تغییرات در بسیاری از خدمات آنلاین است. این بدان معناست که تقریباً هیچ راهی وجود ندارد که تغییرات مربوط به یک وبسایت یا کمپانی به خصوص را یک جا مشاهده کرد. این وبسایت به گروه «شرایط استفاده از خدمات خواندنی نیست» متصل هستند اما این گروه تغییرات اخیری که در وبسایت TOSBack.org ثبت شده‌است مورد ارزیابی قرار نداده‌اند.
قوانین و شرایط استفاده از سرویس‌ها تغییر می‌کنند و این تغییر برای هر سرویس متفاوت از سرویس‌های دیگر است؛ بنابراین ابتکارات متعددی برای افزایش آگاهی عمومی به وسیله روشن کردن چنین تفاوت‌هایی وجود دارد؛ از جمله:
- مجوز کپی رایت در محتوای کاربر
- شفاف سازی در درخواست‌های دولت یا اجرای قانون برای حذف محتوا
- اعلان درخواست‌های دولتی یا شخص ثالث برای اطلاعات شخصی
- شفاف سازی اقدامات امنیتی
- ذخیره کوکی‌ها
- خط مشی ردیابی داده و در دسترس بودن آن
- مجوز نام مستعار
- خوانایی داده‌ها
- اعلان و بازخورد قبل از تغییر در شرایط
- دسترسی به شرایط و مقررات قبلی
- اعلان قبل از جا به جایی و انتقال اطلاعات
- پرداخت غرامت برای ادعای مالکیت حساب یا محتوای آن
- بستن حساب کاربری یا لغو سرویس

## انتقاد و مشکلات قضایی به وجود آمده

### ای او ال (AOL)
در سال ۱۹۹۴ میلادی واشینگتن تایمز گزارشی منتشر کرد که America Online یا همان AOL بدون اجازه کاربران خود اطلاعات شخصی آن‌ها را می‌فروشد. این مقاله سه سال بعد منجر به تجدید نظر در توافق‌نامه شرایط و مقررات استفاده از سرویس‌های این وبسایت شد.

### شرکت سونی
در سال ۲۰۱۱ شرکت سونی از جورج هاتز، هکر آمریکایی، شکایت کرد. سونی ادعا کرد که جورج هاتز با رعایت نکردن ضوابط و مقررات استفاده از سرویس‌های شبکه پلی استیشن، قرارداد را نقض کرده‌است.

### اینستاگرام
در تاریخ ۱۷ دسامبر ۲۰۱۲، اینستاگرام اعلام کرد تغییری در شرایط استفاده اش ایجاد کرده‌است که موجب اعتراض فراوان از سمت کاربران شد. ماده بحث‌برانگیز اظهار می‌داشت که: «شما موافق هستید که یک شرکت یا مؤسسه دیگر نام کاربری، تصویر، عکس‌ها (همراه با هر فراداده ی مرتبط) یا اطلاعات هر اقدامی که شما در ارتباط با آن‌ها انجام داده‌اید از ما بخرد و بدون پرداخت هیچ غرامتی به شما بتواند بر اساس آن‌ها به تبلیغات بپردازد.»

هیچ امکانی جهت لغو این سرویس برای کاربران وجود نداشت. بنابراین این حرکت با انتقاد شدیدی از سمت طرفداران حفظ حریم خصوصی و همچنین کاربران اینستاگرام مواجه شد. یک روز بعد، اینستاگرم ضمن عذرخواهی اعلام کرد که این مادهٔ بحث‌انگیز را از شرایط استفاده اش حذف خواهد کرد. کوین سیستروم، یکی از بنیان‌گذاران اینستاگرام، بیان داشت:
«قصد ما در این به روز رسانی آزمایش تبلیغات نوآورانهٔ مناسب Instagram بود. اما این گونه برداشت شد که ما قصد فروش عکس‌ها، آن هم بدون پرداخت هیچ گونه هزینه ای را داریم. این درست نیست و اشتباه ما در شیوه اطلاع‌رسانی گیج کننده بود. اگر بخواهم واضح تر بگویم: قصد ما فروش عکس‌های کاربرانمان نیست. ما سعی می‌کنیم از شیوه بیان واضح تری استفاده کنیم تا مطمئن شویم که این موضوع روشن شده‌است.»

### فیس بوک
در آوریل ۲۰۱۸ فیسبوک تصمیم گرفت به منظور رعایت قوانین حفظ حریم خصوصی جدید اروپا، تغییراتی را در شرایط استفاده از سرویس‌هایش به وجود آورد و حوزهٔ این تغییرات در مورد نحوه درخواست از کاربران برای دسترسی به اطلاعات شخصی آن‌ها بود. این درحالی است که منتقدین می‌گویند که به نظر می‌رسد پیشنهادهای جدید فیس بوک مطرح شده‌است تا کاربران را تشویق کند تا جایی ک ممکن است اطلاعات خود را به اشتراک بگذارند.
مقررات عمومی حفاظت از داده اتحادیه اروپا یا GDPR نامیده می‌شوند، در ۲۵ مه ۲۰۱۸ به اجرا درآمد و برای اعطای کنترل داده‌ها به شهروندان و ساکنان این منطقه و ساده‌سازی محیط مقررات گذاری برای کسب و کارهای بین‌المللی از طریق یکسان‌سازی مقررات است و به هر شرکتی که داده‌ها را در مورد افراد در اتحادیه اروپا جمع‌آوری یا پردازش می‌کند، اعمال می‌شود.
سیاست جدید فیسبوک نشان می‌دهد اطلاعاتی که جمع‌آوری می‌شوند شامل "نام اپراتور تلفن همراه یا ISP، زبان، منطقه زمانی، شماره تلفن همراه و اطلاعات مخاطبین، آدرس IP، سرعت اتصال، و در برخی موارد، اطلاعات در مورد دستگاه‌های دیگر که در نزدیکی یا بر روی شبکه خود هستند" می‌شوند. فیس بوک می‌گوید که می‌داند که "هنگام استفاده از فیس بوک چه پنجره‌هایی باز یا در پس زمینه هستند،" و همچنین حرکات ماوس شما به چه صورت است"، که این می‌تواند در تشخیص انسان از ربات کمک کند. هم چنین فیس بوک می‌داند که «شناسه‌ها» یا همان نام کاربری شما در بازی‌ها، برنامه‌ها یا حساب‌هایی که استفاده می‌کنید، چه هستند.

### توییتر
در سپتامبر ۲۰۱۷ تصور شد که توییتر تغییری در شرایط و مقررات خود به وجود آورد و دو بند جدید به آن اضافه کرده که با خشم کاربران رو به رو شد. آن‌ها تصور می‌کردند که این تغییرات جدید هستند در حالی که آن‌ها از قبل در سایت موجود بودند و به یکباره مورد توجه قرار گرفته بودند.
این شرایط نشان می‌داد که توییتر می‌تواند مطالبی را که در توییتر منتشر شده «در دسترس سایر شرکت‌ها، سازمان‌ها یا افراد» قرار دهد و به این شیوه آن را دوباره منتشر کند. توافق‌نامه به روشنی می‌گوید که توییتر می‌تواند این کار را بدون پرداخت به شخصی که محتوای موردنظر را ارسال کرده انجام دهد.
هدف از قرارگیری این دو بند در توافق‌نامه این بود که توییتر از بازپخش توییت‌ها در شبکه‌های تلویزیونی و جاهای دیگر حمایت می‌کند چرا که توییتر -در معنای سنتی جهان- شناخته شده نیست.

### زاپوس
در برخی توافق‌نامه‌ها، یکی از دو طرف قرارداد -یعنی کسی که توافق‌نامه را نوشته‌است- می‌تواند بدون رضایت طرف دیگر - یعنی کاربران- بندهایی از این توافق‌نامه را تغییر دهد. در دادگاه سال 2012 Zappos.com, Inc یک دادخواهی برای نقض امنیت داده‌های مشتری برگزار شد و در آن کاربران معتقد بودند که توافق‌نامه شرایط استفاده Zappos.com با تغییرات یک طرفه بدون رضایت و اطلاع آن‌ها، غیرقابل اجراست.

## شرایط و مقررات و فرهنگ اینترنت
ژاکوب سیلورمن کتابی با عنوان «شرایط خدمت رسانی: رسانه‌های اجتماعی و هزینه اتصال ثابت» نوشته‌است که یک نقد غم‌انگیز از یک زندگی مدرن است که در اطراف فیس بوک و توییتر و اینستاگرام می‌چرخد.
او در سال‌های اخیر به عنوان منتقدگر زندگی‌های دیجیتال توانسته به شهرت برسد و عنوان کرده‌است که یکی از مهم‌ترین شروط در این توافق‌نامه‌ها (که اصولاً توسط کاربران خوانده هم نمی‌شود)، اجازه ما به عنوان کاربران به شرکت‌ها و وب سایت‌ها برای تغییر رفتار و زندگی اجتماعی مان و این است که خودمان را در اختیار تبلیغات رسانه ای قرار دهیم. او اعتقاد دارد که رسانه‌های اجتماعی این قابلیت را دارند همه چیز زندگی ما را بی‌ارزش و بی‌معنی کنند و استدلال می‌کند که «"ما" - میلیون‌ها نفر از مردمانی که ساعت‌های زیادی را در شبکه‌های اجتماعی می‌گذرانیم- همگی ساده لوح هستیم.»
پس خواندن این توافق‌نامه‌ها برای درک درست این معامله ضروری است.